# Ackerly (Teksas)
Ackerly je grad u američkoj saveznoj državi Teksas. Prema popisu stanovništva iz 2010. u njemu je živjelo 220 stanovnika.